# 박정혜
박정혜(朴炡慧, 1987년 4월 21일 ~ )은 대한민국의 축구 선수로서 포지션은 수비수이다. K리그 승부조작 사건에 연루되어 K리그에서 영구 제명 당하였다.
제명 이후 해병대 병 1157기로 입대하여 강화도에서 군복무를 하였다.

## 선수 생활
2008년, 일본 J2리그 사간 도스에 입단하였다.
2009년, 국내 복귀를 결심, K-리그 드래프트에서 대전 시티즌에 선발되어 국내 무대에 데뷔하여 활약하였으나 2011년 K리그 승부조작 사건에 연루되어 K리그에서 영구 제명 당하였다.